# Knemodynerus complanatus
Knemodynerus complanatus är en stekelart som beskrevs av Giordani Soika 1995. Knemodynerus complanatus ingår i släktet Knemodynerus och familjen Eumenidae. Utöver nominatformen finns också underarten K. c. pelagicus.